# Dryopteris perpubescens
Dryopteris perpubescens là một loài dương xỉ trong họ Dryopteridaceae. Loài này được Alston mô tả khoa học đầu tiên năm 1940.
Danh pháp khoa học của loài này chưa được làm sáng tỏ. 